# Eryx somalicus
Espèce
Eryx somalicus est une espèce de serpents de la famille des Boidae.

## Répartition
Cette espèce se rencontre en Éthiopie et en Somalie.

## Étymologie
Son nom d'espèce lui a été donné en référence au lieu de sa découverte, Mogadiscio en Somalie.

## Publication originale
- Scortecci, 1939 : Spedizione zoologica del Marchese Saverio Patrizi nel Basso Giuba e nell'Oltre Giuba. Giugno-agosto 1934. XII. Rettili Ofidi. Annali del Museo Civico di Storia Naturale Giacomo Doria, vol. 58, p. 263-291.